# 캄보디아 왕립 공군

캄보디아 왕립 공군(크메르어: កងទ័ពជើងអាកាស)은 캄보디아의 모든 군용 항공기를 운용하는 임무를 맡은 캄보디아 왕립군의 분파이다.

## 조직
캄보디아 왕립 공군은 소응삼랑(Soeung Samnang) 장군이 지휘하고 있으며 그 아래에 4명의 부사령관이 있다. 공군 자체는 국방부 소관이다.
공군 본부는 프놈펜 국제공항에 위치해 있으며 여전히 포첸통 공군기지라는 표지판이 붙어 있다. 포첸통 공군기지에서 운용되는 유일한 항공기는 VIP 편대 소속이다. 항공기와 헬리콥터의 유지보수도 포첸통에서 하고 있다. 헬리콥터 비행대의 감항성이 뛰어난 Z-9 및 Mi-17 헬리콥터는 프놈펜 국제공항과 시엠레아프 국제공항에 기지를 두고 있다.
최근 캄보디아 국방부는 체코로부터 L-39NG 경전투기 5대를 구매할 계획이다. 과거 캄보디아 공군은 이미 Mil Mi-17과 Mil Mi-171 헬리콥터를 구입했다.

## 같이 보기
- 캄보디아 내전
- 캄보디아 육군
- 캄보디아 왕립군